# Edolo
Edolo (Édol in dialetto camuno) è un comune italiano di 4 416 abitanti della provincia di Brescia in Lombardia.

## Geografia fisica

### Territorio
Il paese di Edolo sorge all'inizio dell'Alta Val Camonica, alla confluenza con la Val di Corteno, lungo la Linea Insubrica e al confine con la provincia di Sondrio. Il comune, situato nella parte più settentrionale della provincia di Brescia, sorge a un'altitudine di 720 m s.l.m. e occupa un'area di 88,9 km². Dista circa 95 km da Brescia, 45 km da Sondrio, circa 15 Km dal centro di Ponte di Legno, comune con cui confina, e circa 30 km dal Passo del Tonale al confine con il Trentino-Alto Adige e 110 km da Trento. È attraversato dal fiume Oglio e dal torrente Ogliolo.
Il comune ha le seguenti frazioni e località: Cortenedolo, Costa, Vico e Mù.
La zona è altresì molto nota fra gli appassionati per la ricerca di porcini e funghi in generale.

## Turismo

### Parchi, Rifugi e Sentieri
Parte del suo territorio è salvaguardato dal Parco regionale dell'Adamello e dal Parco nazionale dello Stelvio.
Sono compresi nel territorio del comune anche il Lago Aviolo, meta turistica molto frequentata dagli appassionati di trekking, così come il Rifugio Giuseppe Garibaldi (Val Camonica), un altro percorso molto noto come punto di partenza per le escursioni verso il Monte Adamello e il Ghiacciaio dell'Adamello.
Vi è inoltre il Rifugio Mola a 1702 metri di quota incastonato nella spledida oasi di Turicla, zona popolata da numerosi cervi.
Si trova inoltre in Val Gallinera, il rifugio Malga Stain, molto apprezzato per il panorama sulla valle e per le bellezze naturalistiche, oltre che per la produzione di latte, formaggio locale e burro di malga.
Da Edolo parte altresì il Sentiero N.1 dei sentieri di montagna italiani, noto anche come Alta Via dell'Adamello, il sentiero si sviluppa per un tracciato di circa 70 Km, con altitudine che varia dai 2000 ai 3000 metri di quota.

## Origini del nome
Si dice che il nome di Edolo derivi da "Eidolon" in greco antico, poi "Idulo" in latino, ovvero "idolo", dal nome di un simulacro dedicato a Saturno che esisteva sul luogo della chiesa di San Clemente. Esso era chiamato luogo dei Pagà ("pagani").
Secondo l'ipotesi dello storico mons. Paolo Guerrini, contenuta in una lettera al podestà di Edolo del 1º aprile 1938, Il nome del comune di Edolo deriverebbe dal latino fagetulum, "piccolo faggio".

## Storia
(Gregorio Brunelli, «Curiosi trattenimenti contenenti ragguagli sacri e profani dei popoli camuni», 1698)

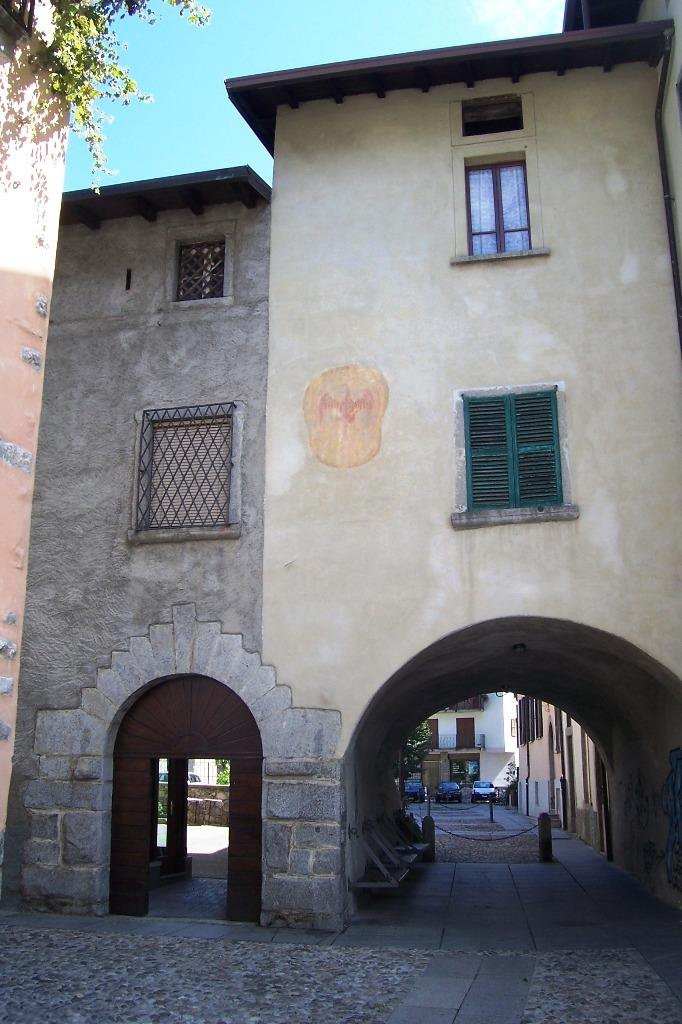
Stemma

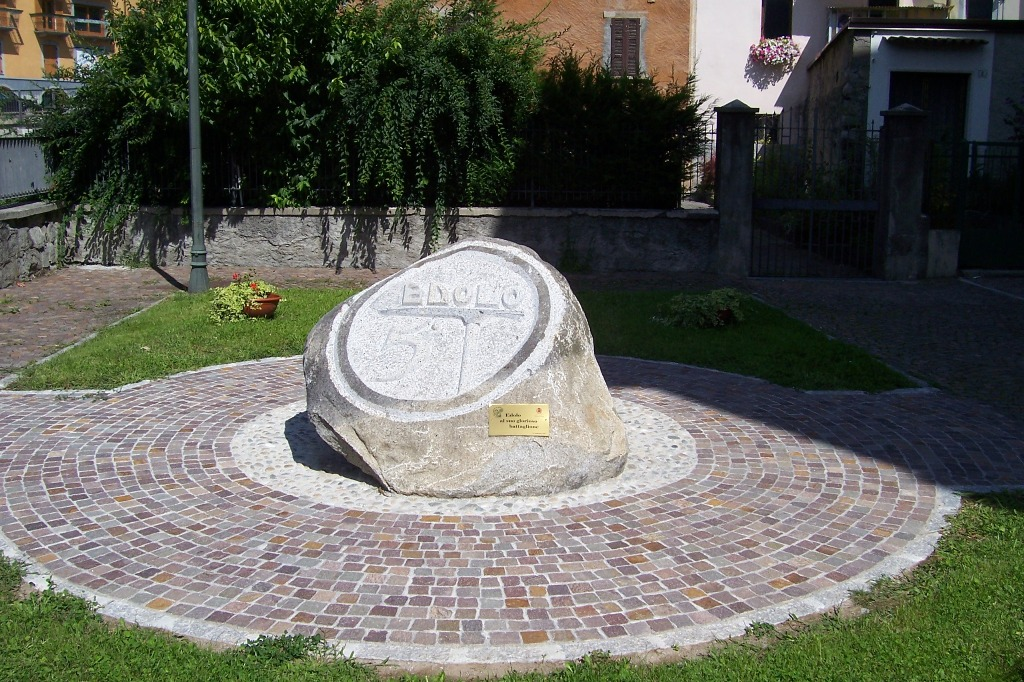
Monumento al Battaglione Edolo

La domenica 15 marzo 1299 Cazoino da Capriolo, camerario del vescovo di Brescia Berardo Maggi, inizia da Mù la stesura dei beni vescovili in Val Camonica. Nel pomeriggio sarà ad Edolo dove riceverà le delegazioni di Incudine, Corteno Golgi, Cortenedolo e Vezza.
In paese è accolto dai presbiteri della pieve di Edolo-Mù: Ventura di Niardo, Alberto de Beldieis, e dall'assemblea dei vicini di Edolo. I due consoli giurano secondo la formula consueta fedeltà al vescovo, e pagano la decima dovuta. Vi sono 30 manenti. Viene vietato di erigere turim vel domum de batalia sine licentia episcopi. Inoltre Mù, Sonico ed Edolo dovevano provvedere al servizio di guardia del castello di Mù con due uomini giornalieri.
Nel 1371 si firma presso la casa dei Federici di Edolo un accordo tra i pastori di Mù e quelli di Dalegno che vietavano loro di accedere alle malghe sul monte Avio.
Il 15 ottobre 1336 il vescovo di Brescia Jacopo de Atti investe iure feudi dei diritti di decima nei territori di Edolo Giovannino Gaioni, di Edolo.
Alla pace di Breno del 31 dicembre 1397 i rappresentanti della comunità di Edolo, Bottino di Giovanni da Edolo e il notaio Ottobono da Saviore, si schierarono sulla sponda ghibellina.
Il 9 aprile 1411 Giovanni Federici viene ricompensato da Giovanni Maria Visconti di Milano della Contea di Edolo e Dalegno, separata dalla Comunità di Valle Camonica.
Nel 1510, durante la caccia alle streghe della Valle Camonica, presso Edolo vi fu un rogo di 60 streghe, condannate dal vescovo di Brescia Paolo Zane, arse con l'accusa di aver arrecato siccità e fatto ammalare uomini e animali con i loro sortilegi.
Tra il 1521 ed il 1526 Edolo è colpito dalla peste. I terrazzani della vicinia si rivolsero a Dio proibendo le maschere (sotto proclama del giusdicente di Breno), con multe e pene detentive fino a due mesi, si proibirono le armi; si proibirono i balli privati quanto pubblici. Nel 1523 la peste non diminuiva, quindi si impose, pena un grosso d'argento, di partecipare, almeno un membro per famiglia, alle processioni che si tenevano ogni venerdì di gennaio e febbraio. Cessata infine nel 1526 si elessero guardie fidate che vigilassero gl'ingressi degli infetti al paese presso i confini con Monno, nella contrada della Croce, in via Piana, ut conservetur munda et nitida a morbo
Il 7 agosto 1558 la Vicinia di Edolo confina, con una curiosa deliberazione, le rughe (dei bruchi) lontani dai campi coltivati. Le rughe possiedono pure un loro avvocato difensore, tale Bernardo di Fonatti.
Colpito duramente dalla peste del 1630, i cadaveri erano così tanti che venivano sepolti troppo in superficie, tanto che i lupi affamati facevano strazio dei cadaveri. Tra il 2 luglio 1630 ed il 5 febbraio 1631 morirono 720 persone.
Il ponte che metteva in contatto Capo di Ponte di Mù ed Edolo fu soggetto a pedaggio per tutto il medioevo, prima dai Federici, poi, sotto il dominio veneziano, dai Griffi di Losine. Venne abolito solo nel 1836 dal governo austriaco.
Nel XVIII secolo della manutenzione delle strade pubbliche (e dei ponti) della comunità “dai confini di Santicolo fino a Mù e a Monno” si occupava la Vicinia di Edolo, come risulta nei documenti riportati nella pubblicazione di Togni Marotta. Proprio la vicinia provvedeva a mettere all’incanto i lavori dettagliatamente disciplinati e, a seguito di pubblica votazione, a stipulare i contratti necessari.
L'11 aprile 1945, a Mù, frazione di Edolo, i detenuti Gregorio Canti, Vittorio Negri, Giovanni Scilini e Giovanni Venturini (tutti partigiani delle Fiamme Verdi) vennero fucilati dai fascisti di Salò contro il muro di cinta del cimitero locale.
Al referendum istituzionale del 1946, gli elettori di Edolo assegnarono alla Repubblica il 52,2% (1 596) e alla monarchia il 47,7% (1 461) dei voti.

### Feudatari locali
Famiglie che hanno ottenuto l'infeudazione vescovile dell'abitato:
| Famiglia | Stemma         | Periodo  |
| Gaioni   | Blasone Gaioni | 1336 - ? |

### Simboli
Lo stemma e il gonfalone di Edolo sono stati concessi con decreto del presidente della Repubblica del 25 ottobre 1950.
Lo stemma si compone dei colori argento, oro, rosso e di due simboli, il castello e le spade. Il castello si riferisce al castello di Mù.
Il gonfalone è un drappo di azzurro.

## Monumenti e luoghi d'interesse

### Architetture religiose
Le chiese di Edolo sono:
- Chiesa di San Giovanni Battista, di origine antica, ricostruita nel XVI secolo. All'interno affreschi di Paolo da Caylina (il giovane). La chiesa, ricostruita agli inizi del 1500 su un antico edificio preesistente, sorge nascosta tra antiche case e a lei ti guida l’alto campanile. Presenta una facciata semplice con pronao rinascimentale e conclusa a timpano triangolare. La lunetta sotto il protiro è affrescata e rappresenta la Vergine con Bambino e San Giovanni, affresco che invita ad entrare e a volgere lo sguardo verso il presbiterio riccamente decorato. Gli affreschi del presbiterio, da poco restaurati, sono stati attribuiti al pittore Paolo da Caylina il Giovane, nato a Brescia negli anni 80 del 1400 e operante a Edolo intorno al 1530. Il centro della cupola ricorda le chiese bizantine con l’affresco di Cristo Benedicente accompagnato nelle vele da angeli. Nel registro sottostante si trova la storia dell’Antico Testamento, mentre ai lati i quattro evangelisti ed al centro l’imponente Crocifissione su sfondo paesaggistico e ai lati la vita di S. Giovanni Battista a cui la chiesa è dedicata.
- Parrocchiale di Santa Maria Nascente, la pieve di Edolo-Mù, una delle più antiche della Valle Camonica, ristrutturata nel XVII secolo. All'interno ancona e paliotto di Pietro Ramus, e affreschi di Paolo da Cailina (il giovane). Possiede il campanile più alto della Valle Camonica (68 metri).[28]
- Chiesetta di San Clemente alla Costa, in località Costa, a nord di Edolo. Sarebbe qui esistito un tempo un Idolo pagano dedicato a Saturno, da cui proviene il nome Edolo (in latino Iduli). La struttura è del X-XI secolo, rimaneggiata nel XVI.
- Chiesa di San Sebastiano, è posta ai piedi della montagna in località Costa, e la sua edificazione è databile al 1400. Fu restaurata dopo la peste del 1630, e per anni è stata lasciata in grave degrado. Sono comunque ancora visibili dei frammenti di alcuni affreschi.
- Chiesa dei Santi Ippolito e Cassiano, situata nella frazione di Mù, l'aspetto esteriore è semplice, con una facciata liscia, rotta soltanto da un portale in granito, sormontato da una finestra rettangolare. Il cornicione è ornato da tre cuspidi, anch'esse di granito e sul fianco destro si apre una piccola e una scala a chiocciola in pietra porta al soppalco. Ne completa la sagoma un bel proporzionato campanile di stile romanico, simile a quello della chiesa di S. Giovanni Battista, sempre in Edolo. L'interno della chiesa si presenta ben proporzionato ed armonioso nelle sue parti. Le volte del presbiterio e della navata sono quasi completamente ricoperte di affreschi.

### Castello
Nel paese restano e sono visitabili le rovine del castello di Mù, un importante avamposto difensivo risalente al 1342.

### Monumento al Battaglione Edolo
In particolare si può ammirare un monumento celebrativo del Battaglione alpini "Edolo", di cui fece parte anche il politico e giornalista Cesare Battisti, arruolatosi come volontario nel 1915 e di passaggio a Edolo nello stesso anno. 
Inoltre sono presenti dei monumenti ai caduti della Grande Guerra e della Seconda Guerra Mondiale.

### Le fontane

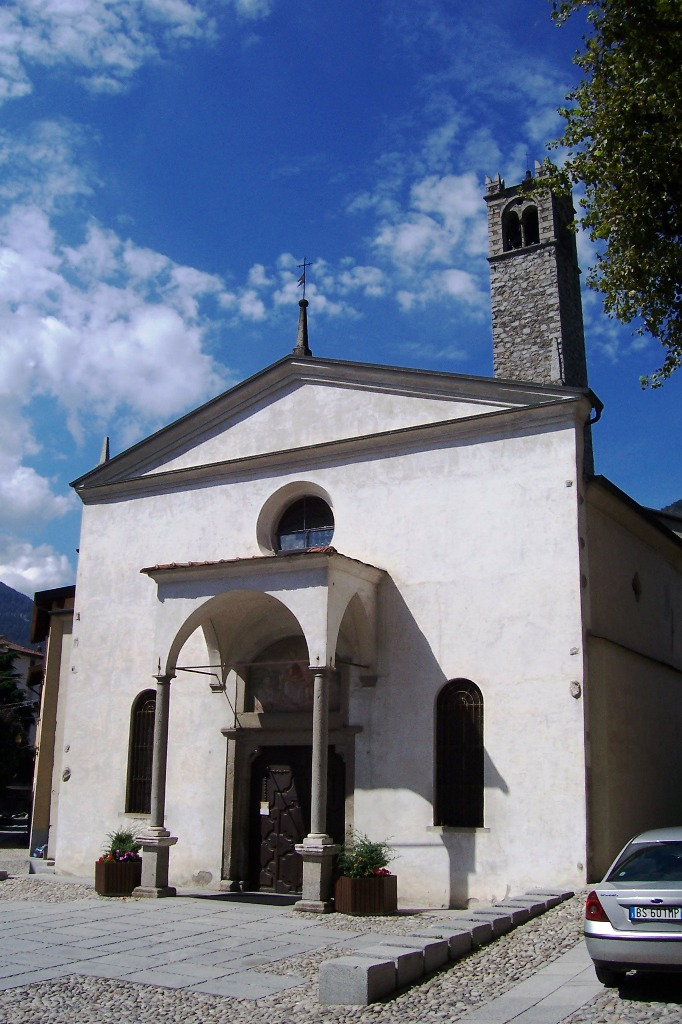
Chiesa di San Giovanni

Edolo è anche ricca di numerose fontane, tra cui: 
- la fontana di piazza Martiri della Libertà;
- la fontana in via Porro;
- la fontana della contrada dei “dosèi” in via Fratelli Ramus;
- la fontana lavatoio di via Canale;
- la fontana di piazza Garibaldi;
- la fontana di piazza Moles.

## Società

### Evoluzione demografica
Abitanti censiti

### Tradizioni e folclore
Gli scütüm sono nei dialetti camuni dei soprannomi o nomignoli, a volte personali, altre indicanti tratti caratteristici di una comunità. Quello che contraddistingue gli abitanti di Edolo è Müle ("muli") oppure Àsegn ("asini").

## Istituzioni, enti e associazioni

### Ospedale di Edolo
L'ospedale di Edolo, situato in piazza Donatori di Sangue n. 1 ad Edolo, fa parte dell'Azienda Socio Sanitaria Territoriale ASST Vallecamonica, che aggrega anche il presidio ospedaliero di Esine. Tra le Unità Operative della struttura spiccano quelle di Medicina interna, di Chirurgia generale, di Ortopedia e Traumatologia, di Medicina e Chirurgia d’accettazione e d’urgenza - Pronto Soccorso, di Anestesia e Rianimazione, di Riabilitazione generale e geriatrica (trattamenti di riabilitazione estensiva, nursing riabilitativo in pazienti ortopedici, chirurgici e neurologici).
L'Ospedale offre anche i servizi di Immunoematologia e Medicina Trasfusionale e di Radiologia diagnostica.
Sono inoltre attivi dei posti letto per attività di cure sub acute, che assicurano la presa in carico mediante il ricovero protetto di pazienti affetti da postumi di un evento acuto che non possono essere dimessi al proprio domicilio perché necessitano ancora di assistenza medica ed infermieristica per il completo recupero.

### RSA - Fondazione Domenico Giamboni
Una RSA, che dispone di 4 reparti, nata anticamente quale Ente Morale, fu fondata nel 1880 a seguito di un lascito del medico Dr. Domenico Giamboni. 
Successivamente altre illustri famiglie del luogo, tra cui le famiglie Calvi, Serini e Folonari, disposero ulteriori lasciti in favore dell'Ente al fine di costruire un ospedale e di un ricovero per anziani.
La fondazione ha la propria sede e struttura all'interno di un palazzo storico del 1500 di grandissimo pregio artistico, nel centro dell'abitato di Edolo.

### Club Alpino Italiano - C.A.I.
In Piazzale Battaglione Edolo n. 9 si trova una sezione del Club Alpino Italiano che si propone a tutti gli appassionati di sport quali alpinismo, scialpinismo, arrampicata, speleologia ed escursionismo.

### Centro di consulenza micologica
Durante la stagione estiva, per gli appassionati e i cercatori di funghi di cui è molto ricco il territorio, è attivo un servizio - gratuito per i privati - di consulenza micologica gestito dalla Comunità montana di Valle Camonica.

## Cultura e Istruzione

### Scuole
Fra le scuole si annoverano un asilo,una scuola primaria, una secondaria di primo grado, il liceo scientifico e a indirizzo sportivo, l'istituto tecnico commerciale e per geometri, l'istituto professionale per l'agricoltura e l'ambiente.

### Università

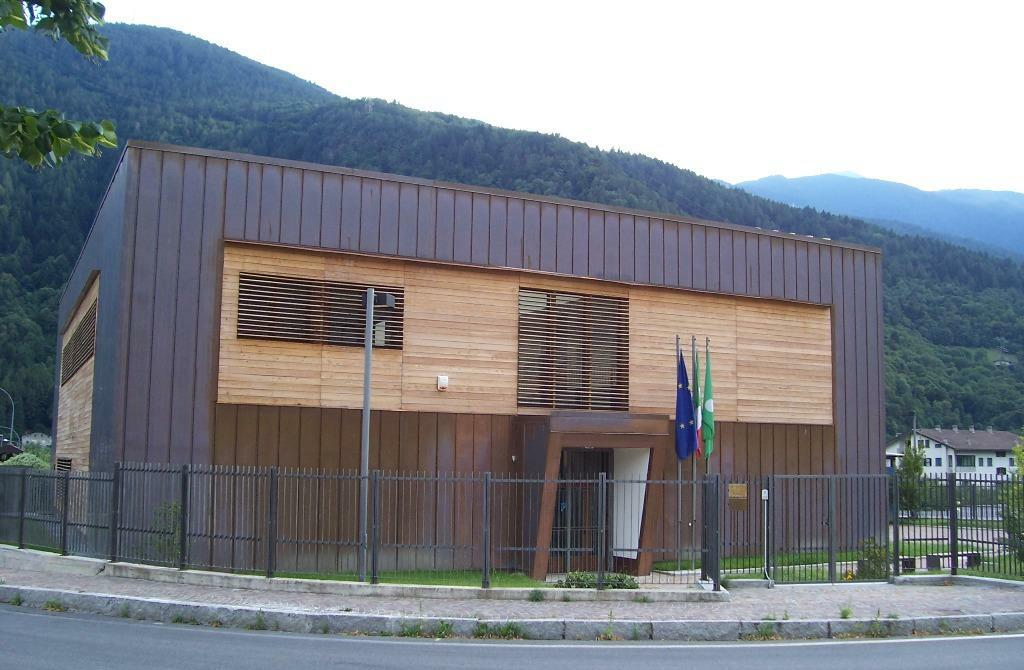
Università a Edolo

L’Università della Montagna ha sede ad Edolo, dove è attivo il corso di laurea in "Valorizzazione e tutela dell’ambiente e del territorio montano" e il “Centro di Studi Applicati per la Gestione Sostenibile e la Difesa della Montagna (GeSDiMont)” dell’Università degli Studi di Milano. Comprende anche un corso di laurea in lingua inglese.

## Infrastrutture e trasporti

### Strade
Al centro dell'abitato di Edolo confluiscono la Strada statale 42 del Tonale e della Mendola e la Strada statale 39 del Passo di Aprica.

### Ferrovie
La stazione di Edolo si trova in fondo a Viale Derna, più precisamente nel Piazzale Battaglione Edolo, nella zona più occidentale del paese. È il capolinea della linea Brescia-Iseo-Edolo. 

### Eliporto
A Edolo è disponibile una elisuperficie attrezzata per l'atterraggio e il decollo di elicotteri anche in notturna.

### Centrale Idro-Elettrica
Una centrale idroelettrica di proprietà dell'ENEL rappresenta uno dei maggiori impianti di questo tipo in Italia e in Europa, con una produzione di energia annua di 220 GWh ha un ruolo di importanza strategica all'interno della rete in Altissima Tensione italiana. È visitata ogni anno da oltre 5000 persone.

## Amministrazione
| Periodo        | Periodo        | Primo cittadino  | Partito | Carica  | Note |
| -------------- | -------------- | ---------------- | ------- | ------- | ---- |
| 26 maggio 1985 | 27 maggio 1990 | Luciano Chiesa   | DC      | Sindaco |      |
| 27 maggio 1990 | 24 aprile 1995 | Vittorio Marniga | PSI     | Sindaco |      |

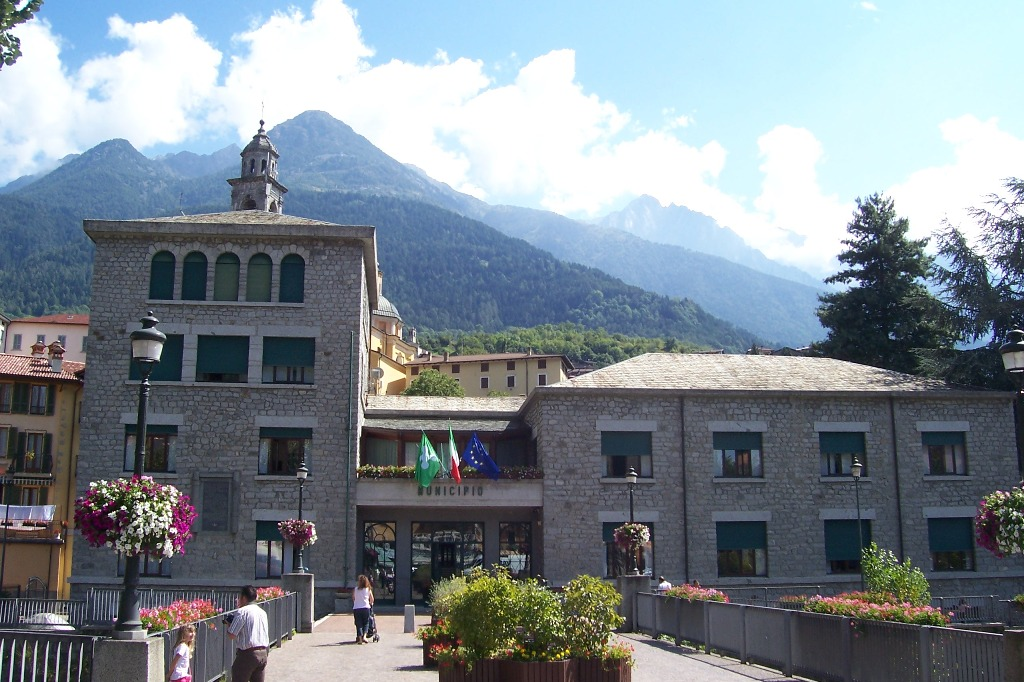
Il municipio di Edolo.

Di seguito l'elenco dei sindaci eletti direttamente dai cittadini (dal 1995):
| Periodo        | Periodo        | Primo cittadino   | Partito                         | Carica      | Note   |
| -------------- | -------------- | ----------------- | ------------------------------- | ----------- | ------ |
| 24 aprile 1995 | 14 giugno 2004 | Gianpiero De Toni | PPI                             | Sindaco     |        |
| 14 giugno 2004 | 8 giugno 2008  | Berardo Branella  | lista civica di centro-sinistra | Sindaco     | [ 31 ] |
| 8 giugno 2008  | 8 giugno 2009  | Attilio Visconti  |                                 | Commissario |        |
| 8 giugno 2009  | 26 maggio 2014 | Vittorio Marniga  | lista civica di centro-sinistra | Sindaco     |        |
| 26 maggio 2014 | in carica      | Luca Masneri      | lista civica di centro-destra   | Sindaco     |        |

### Unione di comuni
Edolo fa parte dell'Unione Alpi Orobie Bresciane, assieme ai comuni di Corteno Golgi, Sonico, Malonno, e Paisco Loveno.
L'unione di comuni ha sede a Edolo.

## Sport e Impianti sportivi

### Giro d'Italia
Il 7 giugno 1997 la 21ª tappa dell'80ª edizione del Giro d'Italia si è conclusa a Edolo con la vittoria del russo Pavel Tonkov.

### Campionato Mondiale di Enduro
Il Comune ha ospitato alcune tappe del Campionato mondiale di Enduro nell'anno 2018 e 2021.

### Impianti sportivi
A Edolo si trova un Centro Sportivo Polifunzionale che comprende: due piscine; campo da tennis; una parete da arrampicata; un bocciodromo.

## Galleria d'immagini

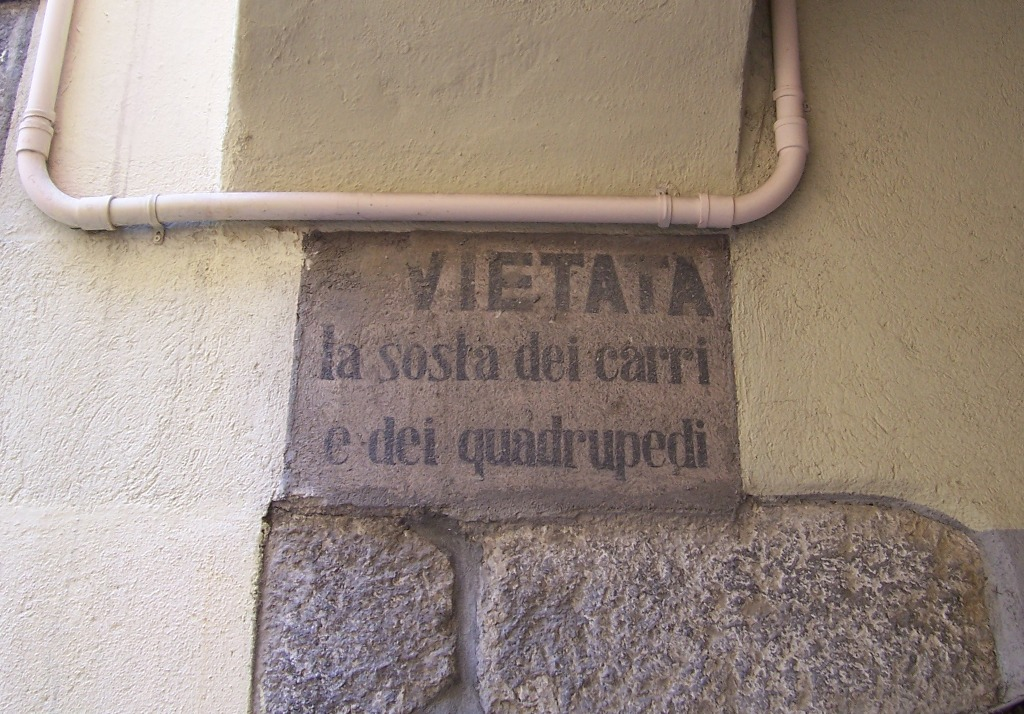
Cartello antico
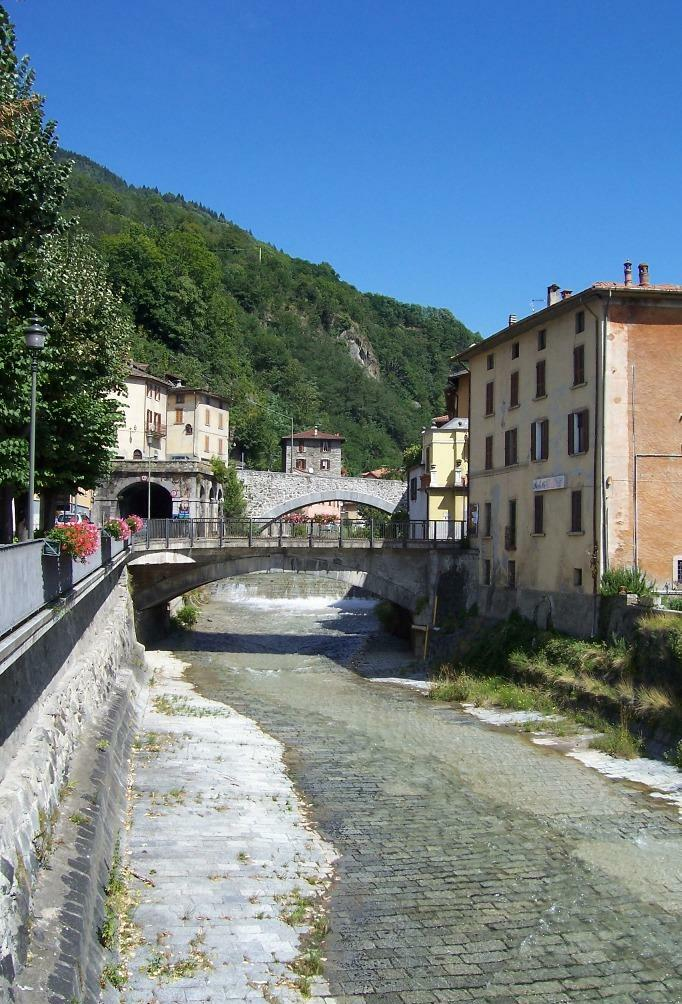
Oglio
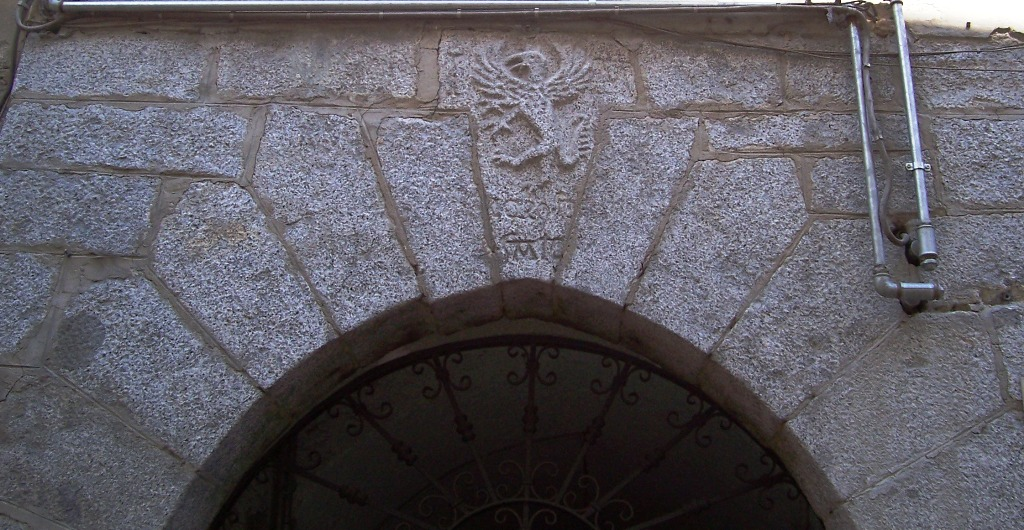
Stemma della famiglia Griffi
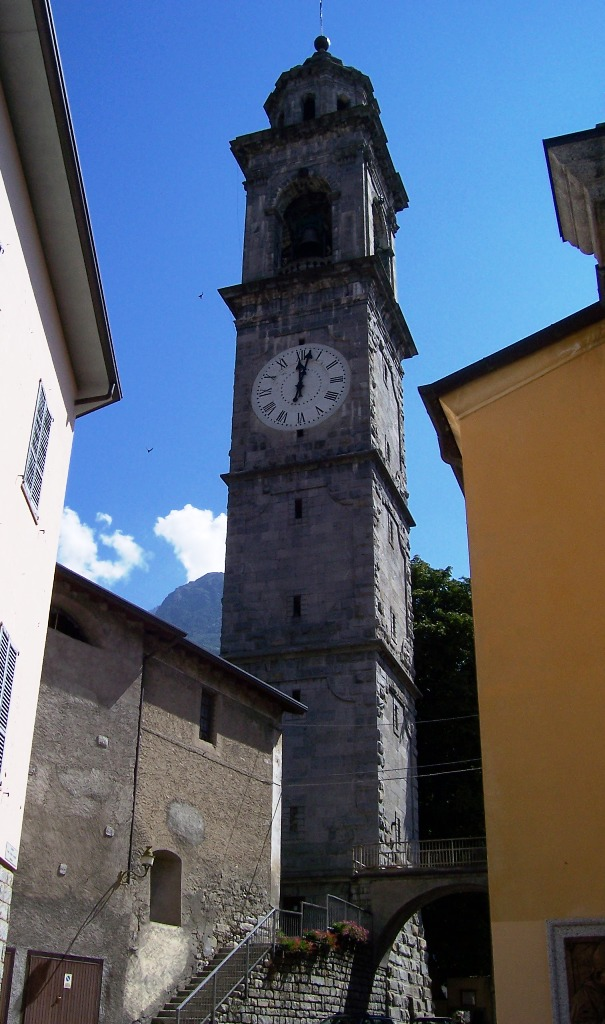
Campanile della Pieve di Edolo
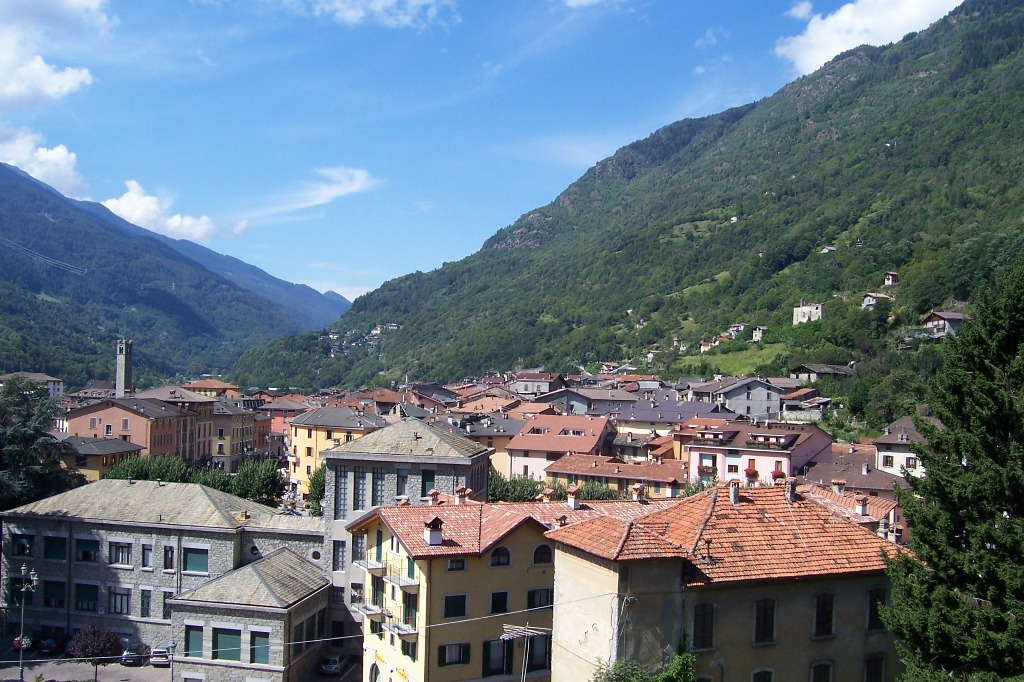
Panorama